# Pražský přebor
Pražský přebor, oficiálně Veolia Pražská teplárenská přebor mužů, patří společně s ostatními krajskými přebory mezi páté nejvyšší fotbalové soutěže v Česku. Je řízen Pražským fotbalovým svazem. Účastní se ho 16 týmů z oblasti hlavního města Prahy.
Hraje se od roku 1952. Vítěz postupuje do některé z Divizí (A, B nebo C).

## Hrací systém
Hraje se každý rok systémem podzim-jaro se zimní přestávkou. Každý s každým hraje jednou na domácím hřišti a jednou na hřišti soupeře. Celkem se tedy hraje 30 kol. Vítězem se stává tým s nejvyšším počtem bodů v tabulce a postupuje do Divize.  Od roku 2018 sestupovaly 4 poslední týmy a postupovaly 2 týmy z každé skupiny Pražské I. A třídy. Od sezóny 2023/24 přímo sestupují poslední 2 týmy a týmy na 13. a 14. místě hrají baráž s 2. týmy pražské I. A třídy.

## Současné týmy (2024/25)
| Tým                  | Předchozí ročník                    |
| -------------------- | ----------------------------------- |
| TJ Spoje Praha       | 15. v Divize C                      |
| FC Slavoj Vyšehrad   | 3.                                  |
| Sokol Kolovraty      | 4.                                  |
| ČAFC Prague          | 5.                                  |
| SK Střešovice 1911   | 6.                                  |
| FK Dukla Jižní Město | 7.                                  |
| SK Motorlet Prague B | 8.                                  |
| FC Zličín            | 9.                                  |
| FK Viktoria Žižkov B | 10.                                 |
| SK Třeboradice       | 11.                                 |
| SK Dolní Chabry      | 12.                                 |
| SK Čechie Uhříněves  | 13.                                 |
| FK Čechie Dubeč      | 1. v Pražská I. A třída (skupina A) |
| Spartak Kbely        | 1. v Pražská I. A třída (skupina B) |
| SK Slovan Kunratice  | 2. v Pražská I. A třída (skupina A) |
| SK Aritma Prague B   | 2. v Pražská I. A třída (skupina B) |

## Vítězové od roku 1990
| Ročník    | Vítězný tým             | B  |
| --------- | ----------------------- | -- |
| 1989/1990 | FC Přední Kopanina      | 43 |
| 1990/1991 | FK Meteor Praha VIII    | 43 |
| 1991/1992 | TJ ČKD Kompresory Praha | 45 |
| 1992/1993 | FK Admira-Slavoj        | 51 |
| 1993/1994 | S.K. VTX Libuš          | 50 |
| 1994/1995 | FC Slavoj Vyšehrad      | 71 |
| 1995/1996 | FC DROPA Střížkov       | 74 |
| 1996/1997 | Čechie Karlín BVB       | 61 |
| 1997/1998 | TJ ČZU Praha            | 63 |
| 1998/1999 | FC Slavoj Vyšehrad      | 77 |
| 1999/2000 | FC DROPA Střížkov B     | 68 |
| 2000/2001 | FC Dragoun Břevnov      | 70 |
| 2001/2002 | FSC Libuš               | 73 |
| 2002/2003 | FK Loko Vltavín         | 65 |
| 2003/2004 | SK Motorlet Praha       | 75 |
| 2004/2005 | SK Horní Měcholupy      | 72 |
| 2005/2006 | FK Admira-Slavoj        | 67 |
| 2006/2007 | SK Horní Měcholupy      | 78 |
| 2007/2008 | FK Meteor Praha VIII    | 75 |
| 2008/2009 | FC Přední Kopanina      | 75 |
| 2009/2010 | FC Zličín               | 60 |
| 2010/2011 | SC Radotín              | 62 |
| 2011/2012 | SK Aritma Praha         | 77 |
| 2012/2013 | SK Union Vršovice       | 66 |
| 2013/2014 | TJ Sokol Královice      | 61 |
| 2014/2015 | FC Přední Kopanina      | 73 |
| 2015/2016 | FC Přední Kopanina      | 63 |
| 2016/2017 | FK Motorlet Praha B     | 76 |
| 2017/2018 | SK Třeboradice          | 70 |
| 2018/2019 | SK Újezd Praha 4        | 75 |
| 2019/2020 | FK Admira Praha B       | 36 |
| 2020/2021 | FK Admira Praha B       | 23 |
| 2021/2022 | SK Újezd Praha 4        | 77 |
| 2022/2023 | TJ Spoje Praha          | 67 |
| 2023/2024 | FC Přední Kopanina      | 71 |
| 2024/2025 | TJ Spoje Praha          | 63 |

Poznámka: do sezóny 1993/94 (včetně) se za vítězství udělovaly 2 body
Zdroje: 

## Historické rekordy

### Klubové
- Nejvíce získaných bodů v sezóně: 78 - Horní Měcholupy (2006/07)
- Nejvyšší bodový náskok na druhý tým: 18 - Slavoj Vyšehrad (1994/95), Újezd Praha 4 (2018/19)
- Nejvíce výher v sezóně: 25 - Horní Měcholupy (2006/07), Přední Kopanina (2008/09), Motorlet Praha B (2016/17) a Dukla Jižní Město (2021/22)
- Nejméně proher v sezóně: 1 - Slavoj Vyšehrad (1994/95 a 1998/99), Újezd Praha 4 (2021/22)
- Nejvíce remíz v sezóna: 14 - Viktoria Žižkov B (1990/91) a Nusle (1994/95)
- Nejvíce nastřílených branek v sezóně: 116 - Dukla Jižní Město (2021/22)
- Nejméně obdržených branek v sezóně: 13 - Meteor (2007/08)

Zdroje: 